# 吳一貫
吳一貫（1455年—？），字道夫，廣東潮州府海陽縣人，民籍，明朝政治人物。

## 生平
廣東鄉試第十五名舉人。成化十七年（1481年）中式辛丑科會試第二十二名，三甲第二十六名進士。由上高縣知縣擢監察御史。弘治年間，歷按浙江、福建、南畿等地，后升大理寺右寺丞。京畿、河南饥荒，請發粟二十萬石以振等。后被貶，正德初年，再升江西副使，討伐華林賊有功，晋升為按察使。行軍至奉新時去世。

## 家族
曾祖吳慈福；祖父吳陽晟，恩例冠帶；父吳廷吉，母唐氏；繼母陳氏。重庆下。